# Reimo Lunz
Reimo Lunz (* 10. April 1943 in Innsbruck; † 6. Januar 2025 in Bruneck) war ein Südtiroler Archäologe.

## Leben
Lunz besuchte Schulen in Bruneck, Innsbruck und Brixen. Sein Interesse an der Archäologie wurde geweckt, als er 1962 an den Ausgrabungen am Gräberfeld Windschnur teilnehmen durfte. 1964 nahm er das Studium der Ur- und Frühgeschichte an der Universität Innsbruck auf, das er – unterbrochen von drei Auslandssemestern an der Universität Marburg – im Jahr 1971 mit der Promotion zum Abschluss brachte. Seine von Osmund Menghin betreute Dissertation hatte den Titel Studien zur End-Bronzezeit und älteren Eisenzeit im Südalpenraum. Sein wissenschaftlicher Fokus lag insbesondere auf der Eisenzeit, seine zahlreichen Grabungen (etwa auf Schloss Sonnenburg) und Begehungen erbrachten aber auch Erkenntnisfortschritte zu weiteren Epochen, so entdeckte er mehrere mittelsteinzeitliche Jägerrastplätze auf Südtiroler Pässen. Beruflich war er von 1971 bis 1999 am Stadtmuseum Bozen tätig, dem er ab 1986 als Direktor vorstand.

## Publikationen (Auswahl)
- Ur- und Frühgeschichte Südtirols. Athesia, Bozen 1973.
- Die archäologische Sammlung des Bozner Stadtmuseums (= Kultur des Etschlandes 11). Bozen 1973.
- Studien zur End-Bronzezeit und älteren Eisenzeit im Südalpenraum. Sansoni, Florenz 1974.
- Archäologische Streifzüge durch Südtirol. Band 1: Pustertal und Eisacktal. Athesia, Bozen 2005, ISBN 88-8266-258-6.
- Archäologische Streifzüge durch Südtirol. Band 2: Etschtal vom Reschen bis zur Salurner Klause. Athesia, Bozen 2006, ISBN 978-88-8266-259-2.
- Poststempel und -karten der Stadt Bruneck zwischen 1835 und 1953. Athesia, Bozen 2024, ISBN 88-6839-801-X.